# Minka
Minka je žensko osebno ime.

## Izvor imena
Ime Minka je različica ženskega osebnega imena Mina oziroma Vilma.

## Pogostost imena
Po podatkih Statističnega urada Republike Slovenije je bilo na dan 31. decembra 2007 v Sloveniji število ženskih oseb z imenom Minka: 442.

## Osebni praznik
Osebe z imenom Minka godujejo takrat kot osebe z imenom Marija.